# Parsaoran I
Parsaoran I is een bestuurslaag in het regentschap Samosir van de provincie Noord-Sumatra, Indonesië. Parsaoran I telt 1065 inwoners (volkstelling 2010).